# Cypripedium micranthum
Cypripedium micranthum — вид многолетних травянистых растений секции Trigonopedia рода Башмачок (Cypripedium), семейства орхидных (Orchidaceae). Является типовым видом секции Sinopedilum. Эндемик Китая.
Относится к числу охраняемых видов (II приложение CITES).
Китайское название: 小花杓兰 xiao hua shao lan.

## История описания
Cyp. micranthum является первым из трёх описанных видов секции Sinopedilum. А. Н. Франше описал его в 1894 году на основании гербария собранного в северном Чунцине . У этого башмачка наибольшие листья в секции, но его цветы – настоящие карлики среди циприпедиумов, таким образом эпитет "micranthum", означая крошечный цветок, описывает это весьма верно, в отличие от его дальнего родственника Paphiopedilum micranthum, у которого несмотря на название почти самая крупная губа из всех «башмачковых» орхидей. Листья Cyp. micranthum подобны Cyp. forrestii.

## Ботаническое описание
Растения 8—10 см высотой, с тонким, ползучим корневищем. Стебель прямостоячий, 2—6 см, голый, с 2-3 листовыми влагалищами у основания. Лист и прицветник располагаются горизонтально; эллиптические или обратнояйцевидно-эллиптические, 7—9 × 3,5—6 см, голые, остроконечные. 
Соцветие верхушечное, прямостоячие, с 1 цветком. Цветоножка 2—5 см, густо покрыта красноватыми ворсинками. Цветок маленький, с черновато-фиолетовыми пятнами и короткими полосами на чашелистиках и лепестках и красными пятнами и полосами на губе. Края отверстия губы окрашены белым. Спинные чашелистики яйцевидные, 1,2—1,7 × 0,8—1 см, вогнутые, острые или остроконечные; парус эллиптический, 1—1,3 × 0,8—0,9 см. Лепестки овально-эллиптические, 1,3—1,4 × 0,5—0,8 см, голые, острые; губа сжатая, около 1 см с сосочками на передней поверхности. Стаминодий около 3 мм. 
Цветение: в мае - июне.

## Распространение
Cyp. micranthum имеет самое узкое географическое распределение в секции и известен только из труднодоступной области, простирающейся от Северного Чунцина до Северной Сычуани (Китай). Тенистые склоны в лесах на известняковых осыпях. Влажные, хорошо дренированные, бедные почвы на склонах, на высотах 2000—2500 метров над уровнем моря.

## В культуре
Широко, но редко культивируется. В продажу растения незаконно поступают из дикой природы. Агротехника аналогична Cypripedium bardolphianum. 
Зоны морозостойкости: 5—6.

## Классификация

### Таксономия
Вид Cypripedium micranthum входит в род Башмачок (Cypripedium) семейства Орхидные (Orchidaceae) порядка Спаржецветные (Asparagales).
|  |                                      |  |                                                             |                                                             |                    |  | ещё 24 семейства (согласно Системе APG II) | ещё 24 семейства (согласно Системе APG II) |                            |  |  |  | ещё около 45 видов |
|  |                                      |  |                                                             |                                                             |                    |  | ещё 24 семейства (согласно Системе APG II) | ещё 24 семейства (согласно Системе APG II) |                            |  |  |  | ещё около 45 видов |
|  |                                      |  |                                                             | порядок Спаржецветные                                       |                    |  |                                            |                                            | род Башмачок               |  |  |  |                    |
|  |                                      |  |                                                             | порядок Спаржецветные                                       |                    |  |                                            |                                            | род Башмачок               |  |  |  |                    |
|  | отдел Цветковые, или Покрытосеменные |  |                                                             |                                                             | семейство Орхидные |  |                                            |                                            | вид Cypripedium micranthum |  |  |  |                    |
|  | отдел Цветковые, или Покрытосеменные |  |                                                             |                                                             | семейство Орхидные |  |                                            |                                            |                            |  |  |  |                    |
|  |                                      |  | ещё 44 порядка цветковых растений (согласно Системе APG II) | ещё 44 порядка цветковых растений (согласно Системе APG II) |                    |  |                                            | ещё около 880 родов                        | ещё около 880 родов        |  |  |  |                    |
|  |                                      |  |                                                             | ещё 44 порядка цветковых растений (согласно Системе APG II) |                    |  |                                            |                                            | ещё около 880 родов        |  |  |  |                    |